# Alice Coachman
Alice Marie Coachman (Albany (Geórgia), 9 de novembro de 1923 — Albany (Geórgia), 14 de julho de 2014) foi uma atleta do salto em altura norte-americana.
De família humilde e sem acesso a instalações esportivas devido as leis de segregação da época, treinava correndo descalça e improvisava com cordas e panos amarrados para pular ou saltar.
Nos Jogos Olímpicos de Londres 1948 obteve a medalha de ouro no salto em altura feminino e tornou-se a primeira mulher negra, de qualquer nacionalidade, a conquistar este feito. Recebeu sua medalha do rei Jorge VI.